# Malin Millbourn
Malin Kristina Millbourn (Oxelösund, 29 de diciembre de 1971) es una deportista sueca que compitió en vela en la clase Europe.
Ganó una medalla de oro en el Campeonato Mundial de Europe de 1992 y una medalla de oro en el Campeonato Mundial de Match Race Femenino de 2003.

## Palmarés internacional
| Campeonato Mundial | Campeonato Mundial | Campeonato Mundial | Campeonato Mundial |
| Año                | Lugar              | Medalla            | Clase              |
| ------------------ | ------------------ | ------------------ | ------------------ |
| 1992               | Izola (Eslovenia)  | Medalla de oro     | Europe             |

| Campeonato Mundial | Campeonato Mundial | Campeonato Mundial | Campeonato Mundial |
| Año                | Lugar              | Medalla            | Clase              |
| ------------------ | ------------------ | ------------------ | ------------------ |
| 2003               | Sundsvall (Suecia) | Medalla de oro     | Match race         |